# 中西區民主力量
中西區民主力量是香港一個地區政治組織，政治光譜上屬於民主派，已不再活躍。此組織的主要成員，大多為香港島中西區泛民主派的地方政治領袖或區議員，現任召集人為前中西區區議員的前立法會議員甘乃威，成員同時包括新界西選區的前公民黨立法會議員郭家麒（因曾當選中西區區議員（1994-2007））。
值得留意的是，在2007年香港區議會選舉中，在中西區獲得泛民區選聯盟支持的候選人登記時，都會在黨籍之後加上中西區民主力量，這比在2003年香港區議會選舉時出現的類似組織荃灣選舉聯盟、元朗天水圍民主陣線（已於2021年7月12日停止活動）更為進步。

## 區議會議員（2008－2011年）
現時，中西區民主力量在中西區區議會共有6個議席，區議員包括
| 代號 | 選區 | 姓名   | 備註 |
| ---- | ---- | ------ | ---- |
| A01  | 中環 | 阮品強 |      |
| A03  | 衛城 | 鄭麗瓊 |      |
| A09  | 寶翠 | 楊浩然 |      |
| A12  | 上環 | 甘乃威 |      |
| A13  | 東華 | 何俊麒 |      |
| A15  | 水街 | 黃堅成 |      |

所有區議員同時為民主黨成員。